# ماناراتساندری (آتسینانانا)
ماناراتساندری (به لاتین: Manaratsandry) یک منطقهٔ مسکونی در ماداگاسکار است که در آتسینانانا واقع شده‌است. ماناراتساندری ۵٬۸۳۳ نفر جمعیت دارد و ۳۸۷ متر بالاتر از سطح دریا واقع شده‌است.